# Afrephialtes taiwanus
Afrephialtes taiwanus är en stekelart som beskrevs av Gupta och Tikar 1976. Afrephialtes taiwanus ingår i släktet Afrephialtes och familjen brokparasitsteklar. Utöver nominatformen finns också underarten A. t. nigricoxis.